# Kaplica św. Aleksego w Kojłach
Kaplica pod wezwaniem św. Aleksego, metropolity moskiewskiego i całej Rusi – prawosławna kaplica filialna w Kojłach. Należy do parafii Zaśnięcia Przenajświętszej Bogurodzicy w Czyżach, w dekanacie Hajnówka diecezji warszawsko-bielskiej Polskiego Autokefalicznego Kościoła Prawosławnego.
Kaplica została wzniesiona w 1909. Budowla drewniana, na planie ośmioboku, na kamiennej podmurówce. Od frontu dodana w latach 60. XX wieku kruchta na planie kwadratu z nadbudowaną około roku 2000 niewielką dzwonnicą. Dachy kaplicy blaszane. Nad dzwonnicą czterospadowy dach namiotowy zwieńczony baniastym hełmem. Nad nawą dach ośmiospadowy, również zwieńczony baniastym hełmem. Wokół kaplicy ogrodzenie z drewnianych sztachet.